# آق تپه بهرام بیگ
آق تپه بهرام بیگ مربوط به هزاره ۴ تا است و در شهرستان زنجان، و این اثر در تاریخ ۷ مهر ۱۳۸۱ با شمارهٔ ثبت ۶۱۶۴ به‌عنوان یکی از آثار ملی ایران به ثبت رسیده است.